# Lynn Pratt

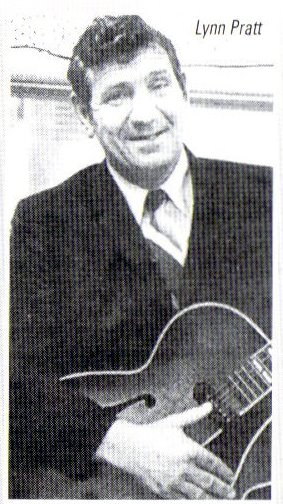
Lynn Pratt, ca. 1959

Leonard Hugh „Lynn“ Pratt (* 9. April 1926, nach anderen Angaben 1927, in Decatur Country, Tennessee; † 19. Januar 2002 in Lexington, Tennessee) war ein US-amerikanischer Country- und Rockabilly-Sänger und Musiker.

## Leben

### Kindheit und Jugend
Lynn Pratt wuchs in Tennessee auf. Pratts Geburtsdatum ist umstritten; neben Lexington, Tennessee, geben einige Quellen auch Sugar Tree, Tennessee, an. Demnach soll er auch schon 1926 geboren worden sein. 1939 besuchte er eine Vorstellung der Grand Ole Opry. Nach der Show hatte er die Möglichkeit, mit einigen der Musiker zu sprechen. Beeindruckt von der Country-Musik und den Sängern gründete er während seiner High-School-Zeit seine erste eigene Band. Während seiner Zeit als Navy-Soldat im südlichen Pazifik trat er weiterhin zur Unterhaltung auf.

### Karriere
Nach seiner Entlassung aus der Navy zog er durch Arkansas und Missouri und trat in Bars und Kneipen auf, wo er für einen Drogerie-Konzern warb. 1948 bekam er in Jackson, Tennessee, auf dem Sender WDXI seine eigene Radiosendung. Die nächsten acht Jahre verbrachte er hier als Radiomoderator und Country-Musiker. Erst 1956, als die Rockabilly-Welle die Südstaaten überschwemmte, wandte auch er sich fasziniert diesem Stil zu. Er gründete sein eigenes Plattenlabel, die Hornet Records. Seine ersten Aufnahmen machte Pratt mit seiner Band in Nashville in den Studios des Radiosenders WSIX, die er auf seinem Label veröffentlichte. Die erfolgreichste Single dieser Veröffentlichungen war Tom Cat Boogie / At Night Time, die in den lokalen Charts Spitzenposition erreichte. Dieser Erfolg ermöglichte Pratt Auftritte mit Stars wie Lefty Frizzell, Johnny Cash, Carl Perkins und Jerry Lee Lewis. Jedoch war Pratt für einen Rockabilly-Musiker schon zu alt, und so gab er 1965 seine musikalische Karriere vollkommen auf, um als Produzent bei seinem Label zu arbeiten. Zudem produzierte nebenbei auch das Tennessee Jamboree.
Erst ein paar Jahre später veröffentlichte er sein erstes Album, Lynn Pratt & Friends – Honky Tonk Style in Old Traditional Style.

## Diskographie

### Singles
| 1956                    | Tom Cat Boogie / At Night Time       | Hornet 1000 |
| 1959                    | Troubles / I Don’t Need              | Hornet 1001 |
| 1959                    | They’re Learning / Come Here Mama    | Hornet 1002 |
| 1959                    | Red Headed Woman / I Cried All Night | Hornet 1003 |
| Unveröffentlichte Titel |                                      |             |
|                         | If I Can’t Have You                  | Sun Records |

## Alben
- 197?: Lynn Pratt & Friends - Honky Tonk Style in Old Traditional Style
- ????: Country Livin' - Keeping the Tradition Alive